# Vjatjeslav Ross
Vjatjeslav Ross (russisk: Вячеслав Юрьевич Росс) (født 22. oktober 1966 i Berdsk i Sovjetunionen) er en russisk filminstruktør, skuespiller og manuskriptforfatter.

## Filmografi
- Sibir. Monamur (Сибирь. Монамур, 2011)[1][2]